# Palina Pechava
Palina Sjarhejewna Pechava (Wit-Russisch: Паліна Сяргееўна Пехава) (Minsk, 21 maart 1992) is een professioneel tennisspeelster uit Wit-Rusland. Ze begon met tennis toen ze vijf jaar oud was. Haar favoriete ondergrond is hardcourt.
Enkelspel – In 2007 nam ze voor het eerst deel aan ITF-toernooien, in haar geboorteland Wit-Rusland. In 2010 stond ze voor het eerst in een finale, op het ITF-toernooi van Florence – ze verloor van de Roemeense Liana Ungur. In 2011 nam ze deel aan het kwalificatietoernooi in Tasjkent, maar ze kwalificeerde zich niet voor het hoofdtoernooi; hetzelfde gebeurde een maand later in Moskou.
Dubbelspel – In 2008 nam ze voor het eerst deel aan ITF-toernooien, in Mexico, met partners uit de Verenigde Staten en Duitsland. In 2010 stond ze voor het eerst in een finale, op het ITF-toernooi van Florence, samen met de Chinese Lu Jingjing – ze verloren van Maret Ani en Julia Schruff. Later dat jaar won ze haar eerste titel, op het toernooi van Opole, samen met de Georgische Oksana Kalasjnikova, door een overwinning op het Poolse team Paula Kania en Magda Linette. In totaal won Pechava vier ITF-titels. Haar vruchtbare samenwerking met de Poolse Paula Kania, die leidde tot winst van het ITF-toernooi van Moskou (april 2012), werd enkele maanden later voortgezet op het toernooi van Tasjkent. Hier veroverden zij hun eerste WTA-titel.

## Posities op deWTA-ranglijst
Positie per einde seizoen:
| jaartal | ranking enkelspel | ranking dubbelspel |
| ------- | ----------------- | ------------------ |
| 2013    | 514               | 236                |
| 2012    | 308               | 146                |
| 2011    | 389               | 222                |
| 2010    | 485               | 512                |

## Palmares
| Legenda                 |
| ----------------------- |
| Grandslamtoernooi       |
| Olympische Spelen       |
| Year-End Championships  |
| Premier Mandatory       |
| Premier Five / WTA 1000 |
| Premier / WTA 500       |
| International / WTA 250 |
| Challenger / WTA 125    |

### WTA-finaleplaatsen vrouwendubbelspel
| nr.              | finaledatum | toernooi     | ondergrond | partner     | tegenstandsters                 | score          |         |
| ---------------- | ----------- | ------------ | ---------- | ----------- | ------------------------------- | -------------- | ------- |
| Gewonnen finales |             |              |            |             |                                 |                |         |
| 1.               | 2012-09-15  | WTA Tasjkent | hardcourt  | Paula Kania | Anna Tsjakvetadze Vesna Dolonts | 6-2, 0-0, opg. | details |